# 俄瑞斯忒斯山
77°28′S 161°55′E / 77.467°S 161.917°E
俄瑞斯忒斯山是南極洲的山峰，位於維多利亞地，屬於奧林匹斯山脈的一部分，海拔高度超過1,600米，由威靈頓維多利亞大學的探險隊命名，現時由南極條約體系管理。